# Michel Dessureault
Michel Dessureault (Bouchette, 11 marzo 1957) è un ex schermidore canadese.

## Biografia
Ha partecipato ai Giochi della XXI Olimpiade di Montréal nel 1976, ai Giochi della XXIII Olimpiade di Los Angeles nel 1984 ed ai Giochi della XXIV Olimpiade di Seul nel 1988.

## Palmarès
In carriera ha conseguito i seguenti risultati:
- Giochi Panamericani:

Caracas 1983: oro nella spada a squadre.
Indianapolis 1987: argento nella spada a squadre.